# Wacław Grabowski

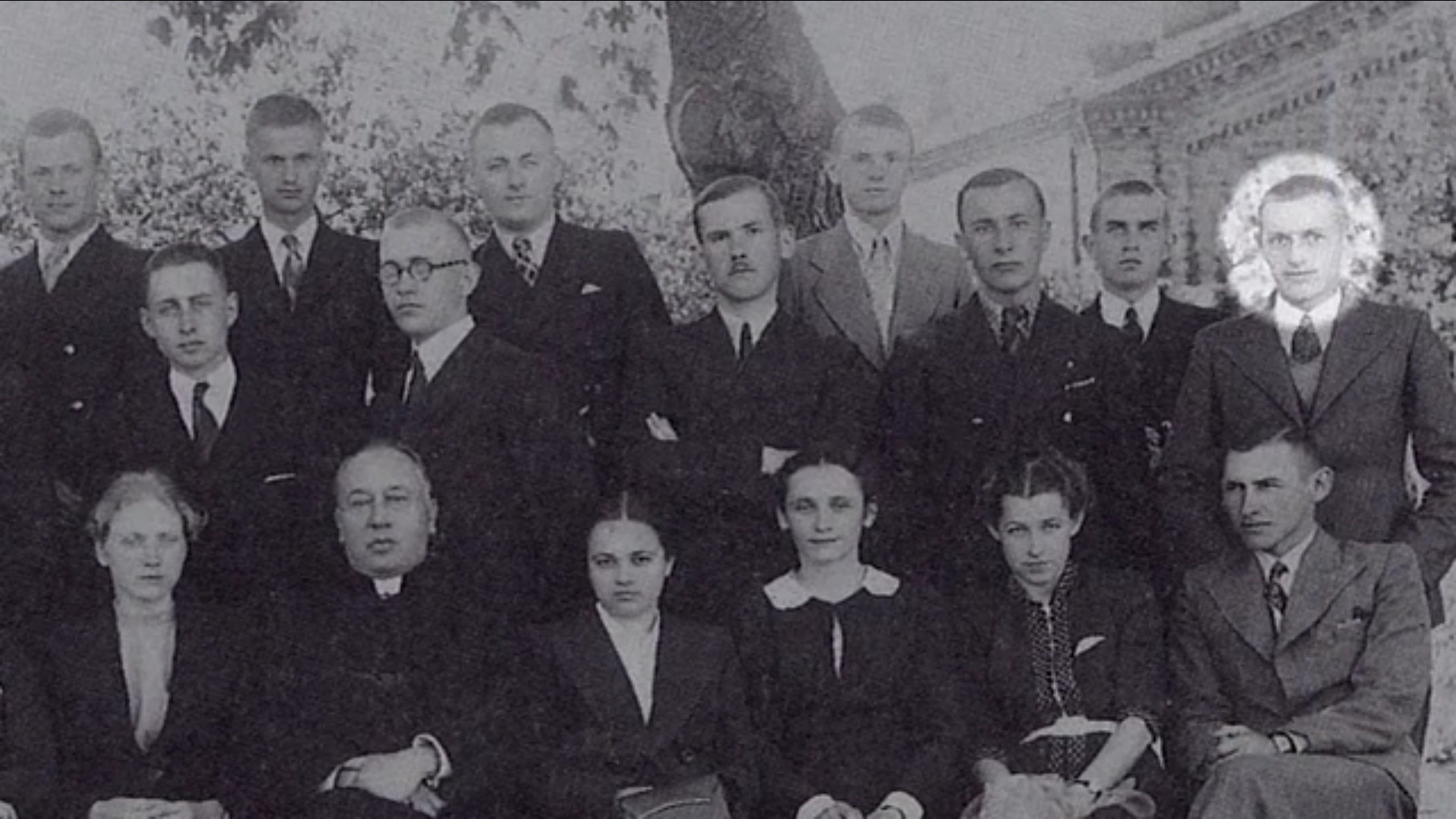
Wacław Grabowski, liceum w Mławie, maj 1938 rok

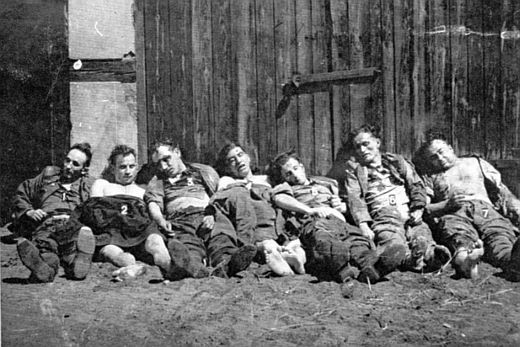
Zdjęcia z archiwum UB, ciała poległych żołnierzy oddziału „Puszczyka”, zwłoki por. Wacława Grabowskiego drugie od prawej

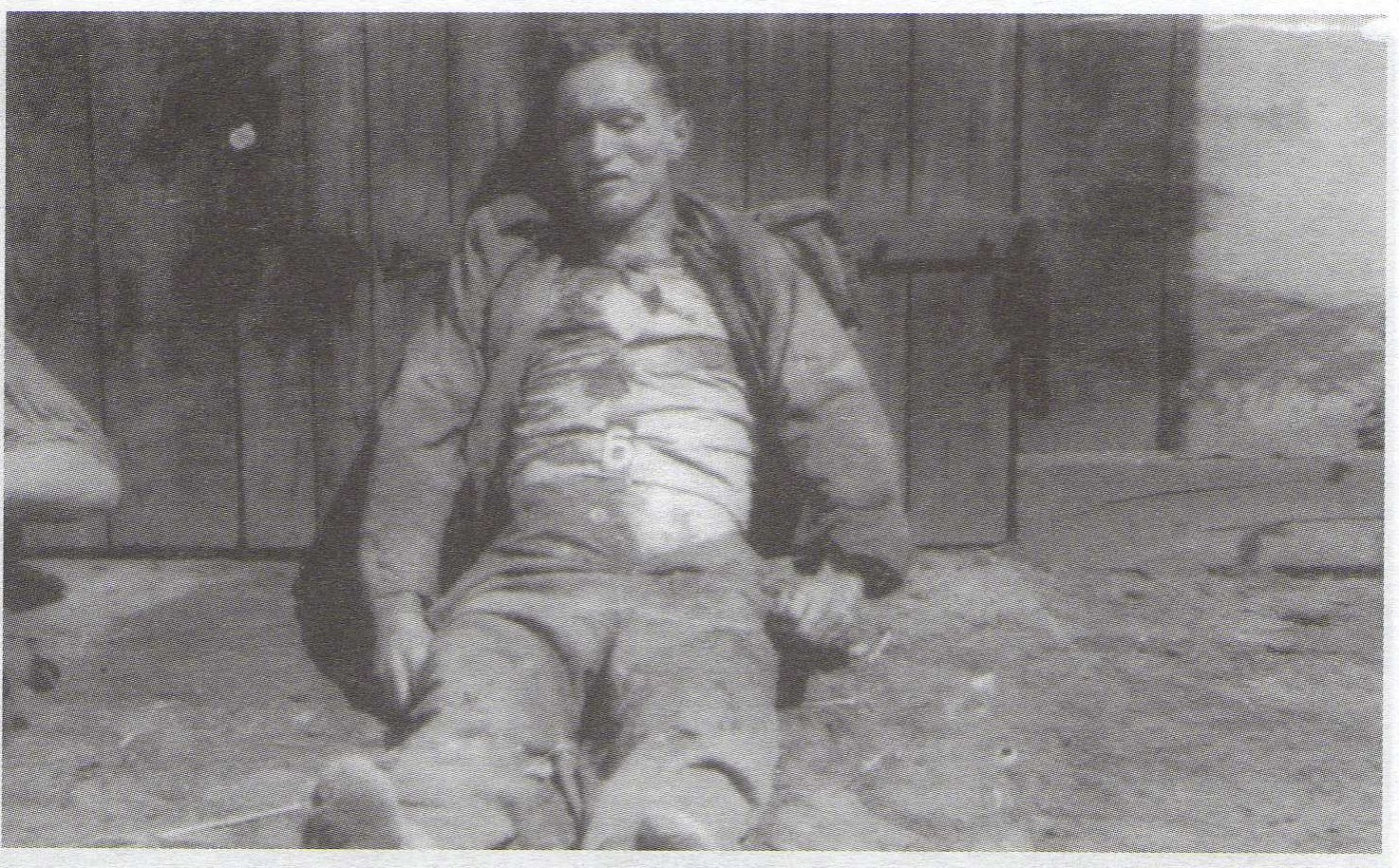
Zdjęcie z archiwum UB, ciało por. Wacława Grabowskiego „Puszczyka”

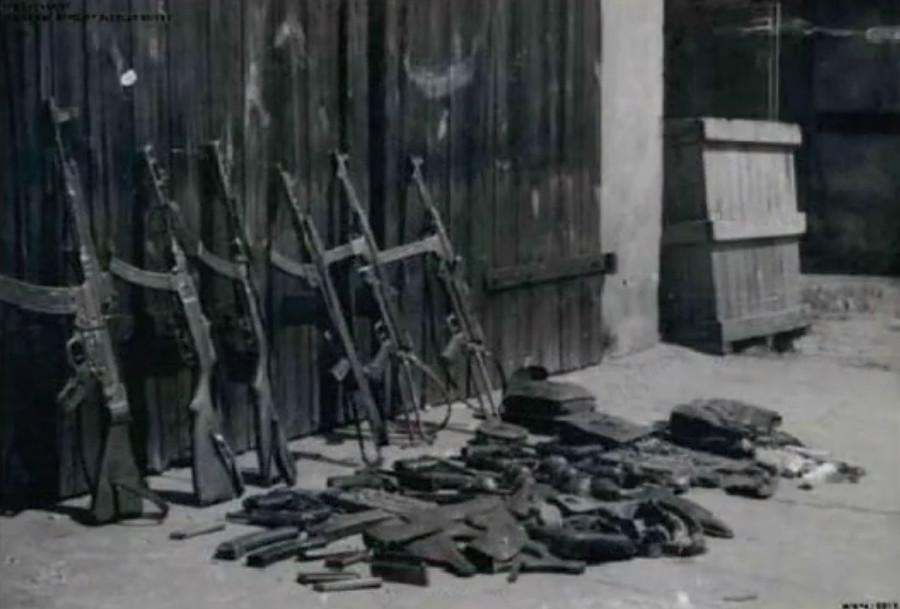
Zdjęcie z archiwum UB, broń oddziału „Puszczyka”

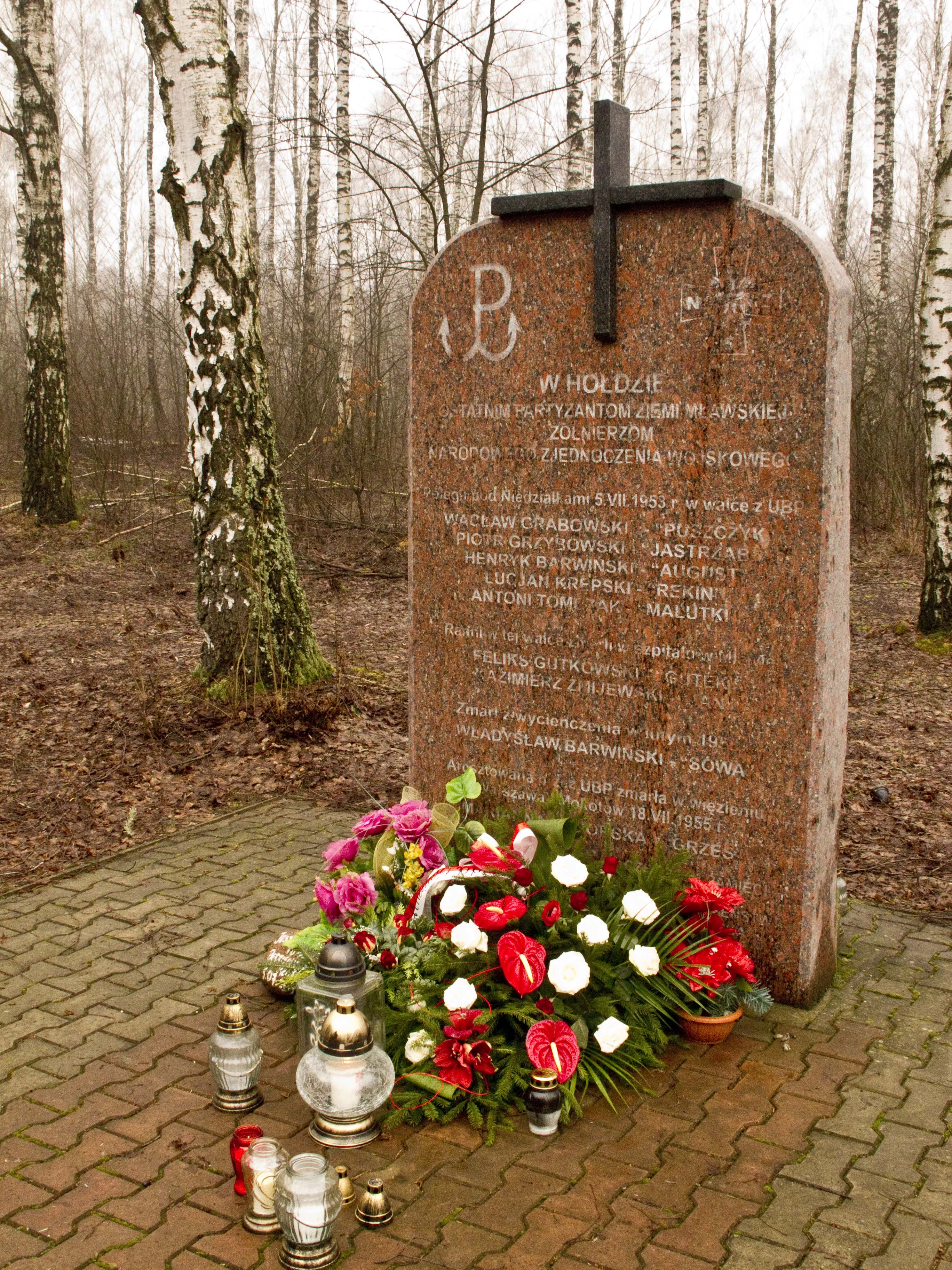
Tablica pamięci w Niedziałkach

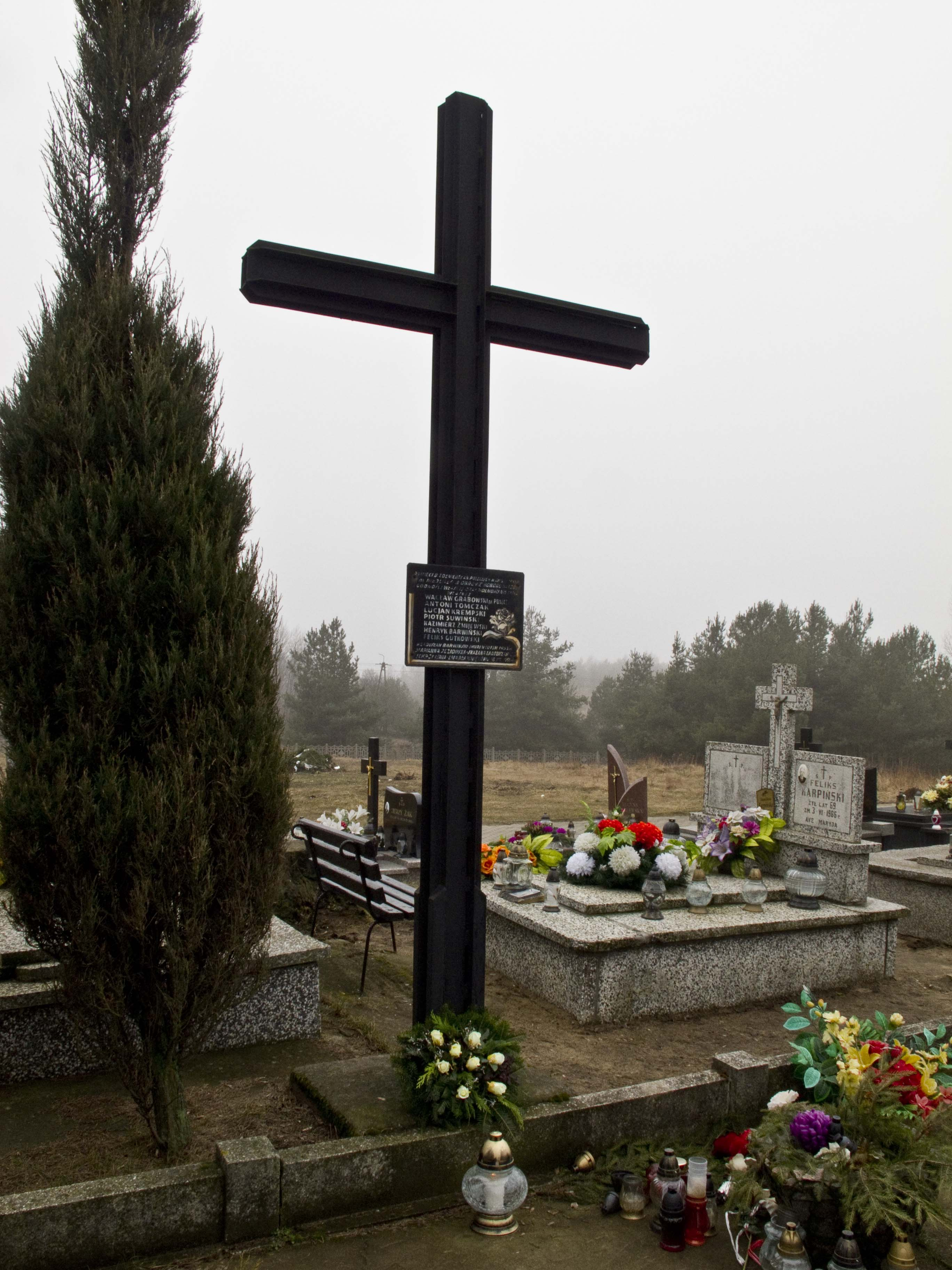
Symboliczny krzyż pamięci na cmentarzu w Lipowcu Kościelnym

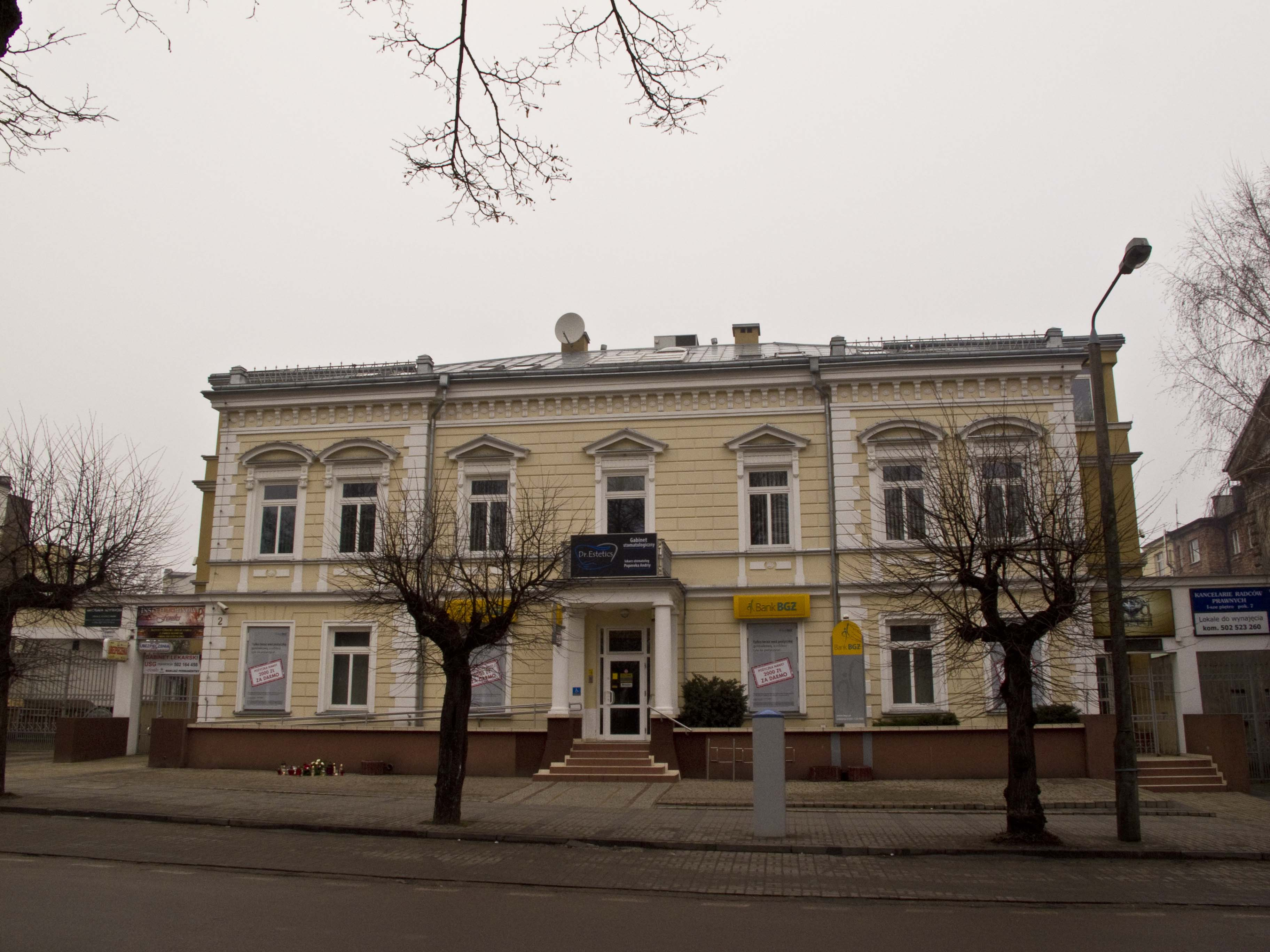
Była siedziba UB w Mławie, do której zostały zwiezione ciała żołnierzy

Wacław Grabowski ps. Puszczyk (ur. 10 grudnia 1916 w Krępie, zm. 5 lipca 1953 w Niedziałkach) – porucznik, dowódca ostatniego oddziału niepodległościowego działającego do 5 lipca 1953 roku na północnym Mazowszu – w powiecie mławskim.

## Życiorys
Jego rodzicami byli Janina, z domu Łuszczyk, i Stanisław Grabowscy. Miał rodzeństwo – Tadeusza, Irenę, Natalię, Kazimierę (Petronela) i Jana.
Wacław Grabowski w latach 1926–1938 należał do ZHP w Mławie. 12 lipca 1936 roku ukończył z wynikiem dobrym przysposobienie wojskowe II-go stopnia. Przed wojną, w maju 1938 roku, zdał tzw. „dużą maturę” w liceum w Mławie.

### II wojna światowa
Jako ochotnik uczestniczył w wojnie obronnej w 1939 roku. W okresie okupacji niemieckiej był żołnierzem ZWZ-AK w obwodzie Mława. W 1943 roku rozpoczął służbę w oddziałach partyzanckich. Służył w Kedywie i oddziale partyzanckim ppor. Stefana Rudzińskiego Wiktora. Po wejściu Armii Czerwonej działał w strukturze Ruchu Oporu Armii Krajowej, w ramach Batalionu „Znicz” dowodzonego przez kpt. Pawła Nowakowskiego Łysego. Z powodzeniem uczestniczył w akcji z 2 na 3 czerwca 1945 roku na PUBP w Mławie, w wyniku której uwolnionych zostało 32 więźniów.

### Działalność powojenna
Po rozwiązaniu oddziału w 1945 roku Wacław Grabowski wraz z Antonim Wójcickim przedostał się do amerykańskiej strefy okupacyjnej w Niemczech. Puszczyk pewien czas służył w Polskich Kompaniach Wartowniczych. Po krótkiej emigracji powrócił do ojczyzny, aby wspomóc obronę antykomunistyczną. Podjął działalność konspiracyjną, organizując oddział partyzancki funkcjonujący w powiatach Mława, Przasnysz, Działdowo i Ciechanów. Oddział przynależał do 16 Okręgu NZW. Po jego likwidacji nawiązał kontakt z Mieczysławem Dziemieszkiewiczem Rojem. Słynnym wyczynem oddziału Puszczyka było przebicie się przez zasadzkę UB w październiku 1952 roku w okolicach Konopek. Podczas wymiany ognia zastrzelonych zostało dwóch oficerów MBP i żołnierz KBW.

#### Rozbicie oddziału
Od jesieni 1952 do lata 1953 roku oddział Puszczyka przebywał w kolonijnych gospodarstwach w miejscowości Niedziałki. Rodziny Marianny Jeziorskiej, Stanisława Adamczyka i Zygmunta Klimaszewskiego wspomagały oddział Puszczyka. W lutym 1953 roku z wyczerpania zmarł Władysław Barwiński „Sowa”, który został pochowany w pobliżu gospodarstwa Marianny Jeziorskiej. W lipcu miejsce stacjonowania oddziału wydał agent UB Wacław Głuszek, któremu w nagrodę wypłacono 5 000 zł, równowartość około pięciu ówczesnych, średnich pensji (w 1953 roku przeciętne wynagrodzenie wynosiło około 920 zł).

5 lipca 1953 roku oddział Puszczyka został otoczony przez 1 300 osobową grupę operacyjną składającą się z funkcjonariuszy UB i MO. Według dokumentów archiwalnych: 

...o godz. 15.00 przystąpiono do operacji okrążając /..../ zabudowania w momencie nawiązywania styków 2/ch kompanii zamykający pierścień /..../ banda w sile 7-miu ludzi podjęła ucieczkę w kierunku lasu, gdzie nie widoczna była obstawa dla niej. W tym czasie została nakryta silnym krzyżowym ogniem z broni maszynowej i obstawy i banda widząc, że jest okrążona zajęła stanowiska w życie, przyjmując obronę, jednocześnie wycofując się w kierunku lasu.. W wyniku półtoragodzinnej walki banda została całkowicie zlikwidowana.

Żołnierze z oddziału Puszczyka nie złożyli broni. Odpierali atak UB i MO. Wacław Grabowski ostatni nabój przeznaczył dla siebie. Plutonowi August i Jan zmarli na stole operacyjnym w szpitalu mławskim. Nieznane jest miejsce ich pochówku. Można przypuszczać, że zostali pogrzebani na podwórzu byłej siedziby UB w Mławie. Mieszkanka Niedziałek, Marianna Jeziorska, pseudonim Grześ, za udzielanie schronienia żołnierzom z oddziału por. Puszczyka, została aresztowana i skazana na karę wieloletniego więzienia. Zmarła 18 lipca 1955 roku w więzieniu Warszawa-Mokotów.

#### Skład oddziału Wacława Grabowskiego
W skład oddziału Puszczyka wchodzili:
- Antoni Tomczak Malutki z Dąbska, gm. Stupsk (rolnik, uczestnik wojny obronnej w 1939 r., żołnierz ZWZ-AK),
- Władysław Barwiński Sowa z Krępy, gm. Turza Mała (leśnik, żołnierz ZWZ-AK od połowy 1940 r.),
- Henryk Barwiński August z Krępy, gm. Turza Mała (kolega Puszczyka, z zawodu leśnik, żołnierz AK),
- Kazimierz Żmijewski Jan ze wsi Pszczółki, gm. Grudusk (rolnik, uczestnik wojny obronnej 1939 r., żołnierz ZWZ-AK),
- Feliks Gutkowski Gutek z Krępy (żołnierz AK-ROAK, z zawodu listonosz),
- Piotr Grzybowski Jastrząb ze wsi Mosaki Rukle, gm. Krasne, pow. Maków Mazowiecki (rolnik, żołnierz NZW)
- Lucjan Krępski Rekin z Sosnowa, gm. Bartołdy, pow. Ciechanów (rolnik, żołnierz NZW).

Dwaj ostatni zostali skierowani w kwietniu 1951 r. jako wzmocnienie grupy Mieczysława Dziemieszkiewicza Roja. Po śmierci Roja w dniu 13/14 kwietnia Jastrząb i Rekin powrócili do oddziału Puszczyka.

## Upamiętnienie
W dniu 5 lipca organizowane są obchody upamiętniające ostatnich Żołnierzy Niezłomnych z powiatu mławskiego w Niedziałkach (gmina Kuczbork-Osada). Każdego roku spotykają się przedstawiciele władz gminnych, członkowie rodzin związanych z oddziałem Puszczyka i społeczność lokalna.
Tablica pamiątkowa na ścianie frontowej Liceum Ogólnokształcącego w Mławie im. Stanisława Wyspiańskiego, wmurowana w setną rocznicę jego urodzin.

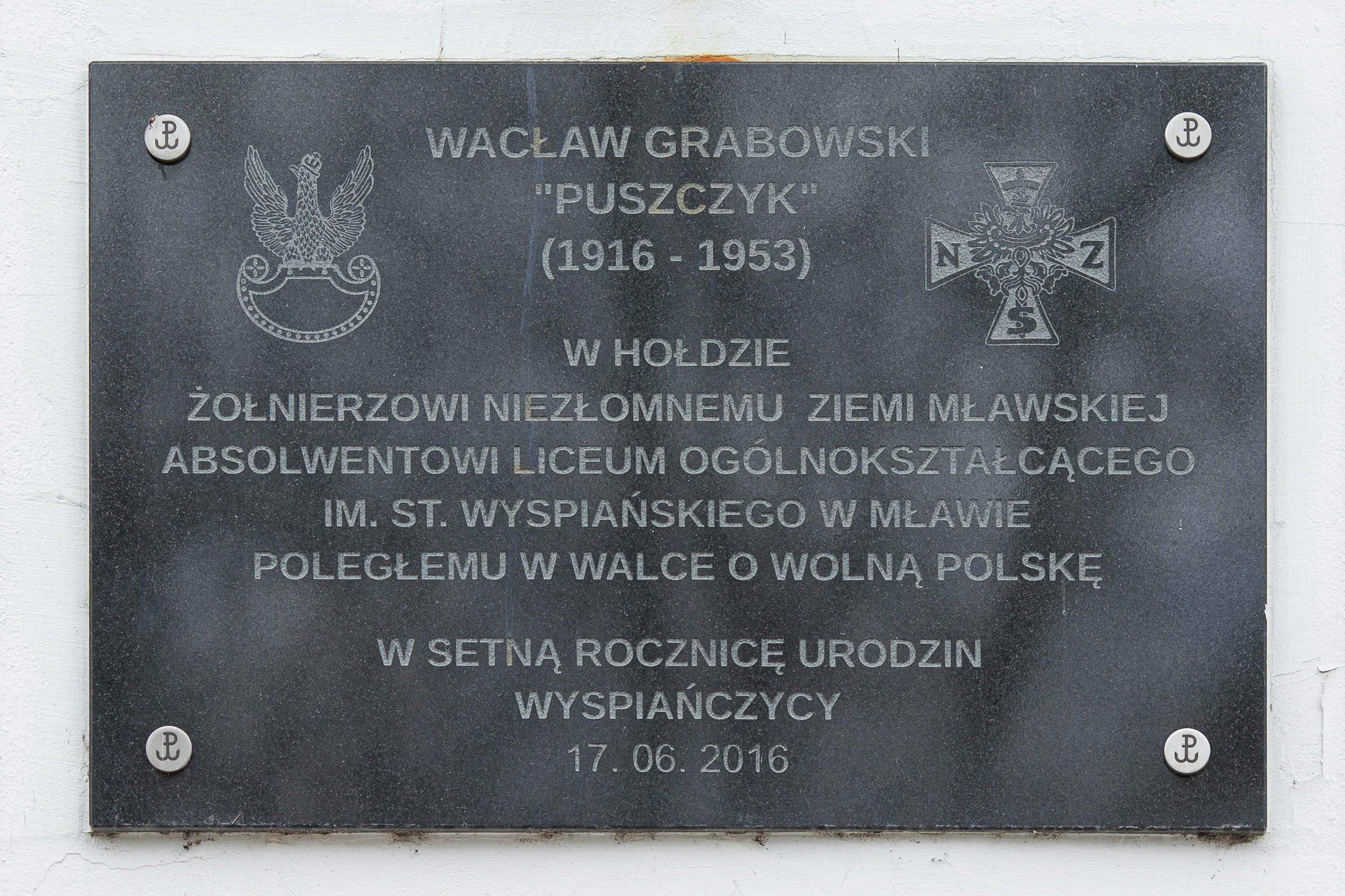
Tablica pamiątkowa na ścianie Liceum Ogólnokształcącego w Mławie

### Miejsca pamięci
Na cmentarzu w Lipowcu Kościelnym został postawiony symboliczny krzyż. W miejscu ostatniej bitwy oddziału Puszczyka, w Niedziałkach, rodziny ofiar, władze lokalne i mieszkańcy ufundowali tablicę upamiętniającą Żołnierzy Niezłomnych.